# Vohburg an der Donau
Vohburg an der Donau is een plaats in de Duitse deelstaat Beieren, gelegen in het Landkreis Pfaffenhofen an der Ilm. De stad telt 8.541 inwoners.

## Geografie
Vohburg an der Donau heeft een oppervlakte van 45,19 km² en ligt in het zuiden van Duitsland. De Ortsteile van Vohburg zijn Auhöfe, Dünzing, Hartacker, Höfartsmühle, Irsching, Knodorf, Menning, Oberdünzing, Ober- en Unterhartheim, Pleiling en Rockolding. Vohburg zelf ligt op de zuidelijke oever van de Donau, ongeveer 16 km ten oosten van Ingolstadt.

## Verkeer
Vohburg ligt aan de Bundesstraße 16 en 16a.
In het stadsdeel Rockolding is er een spoorwegstation op de lijn Regensburg-Ingolstadt (onderdeel van de Donaultalbahn).

## Economie
Tussen Vohburg en Irsching bevinden zich een aardolieraffinaderij van Bayernoil (oorspronkelijk van British Petroleum) en een elektriciteitscentrale van E.ON (oorspronkelijk van de Isar-Amper-Werke). In de raffinaderij vond op 1 september 2018 een zware explosie en brand plaats, weliswaar zonder dodelijke slachtoffers.

## Galerij

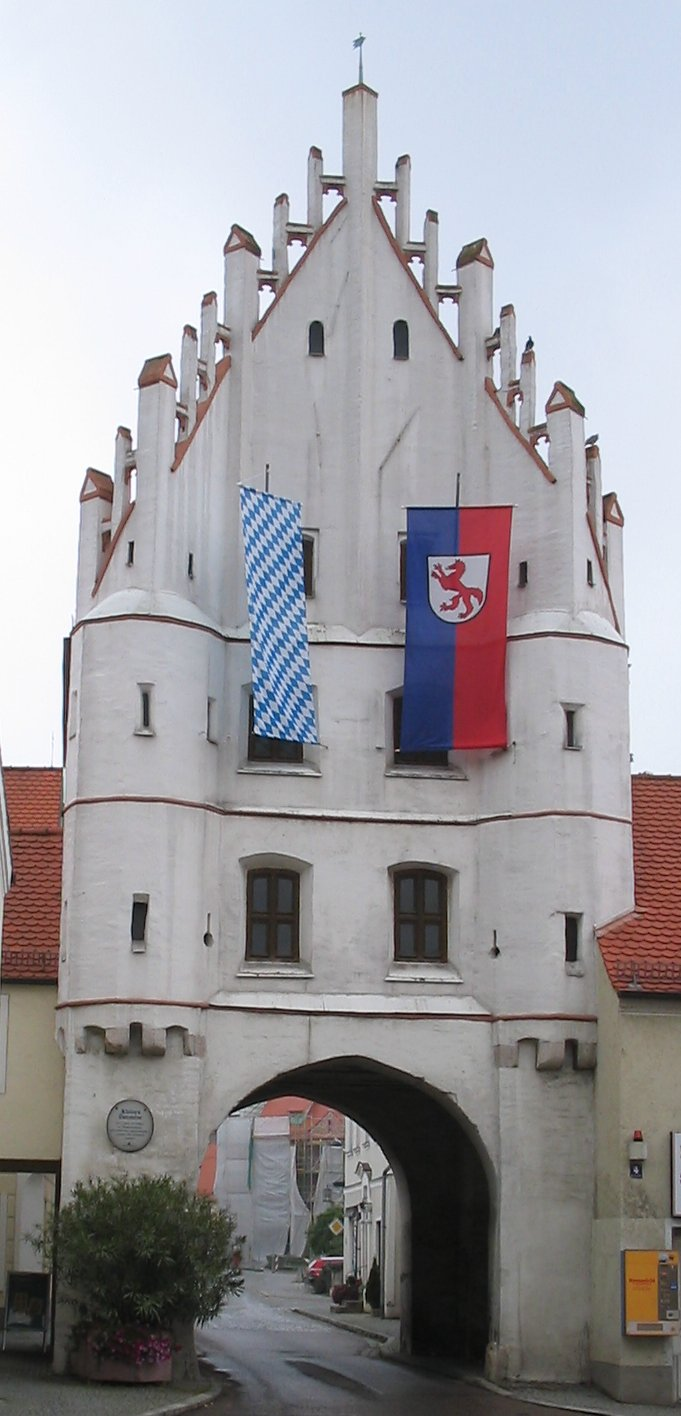
Kleines Donautor
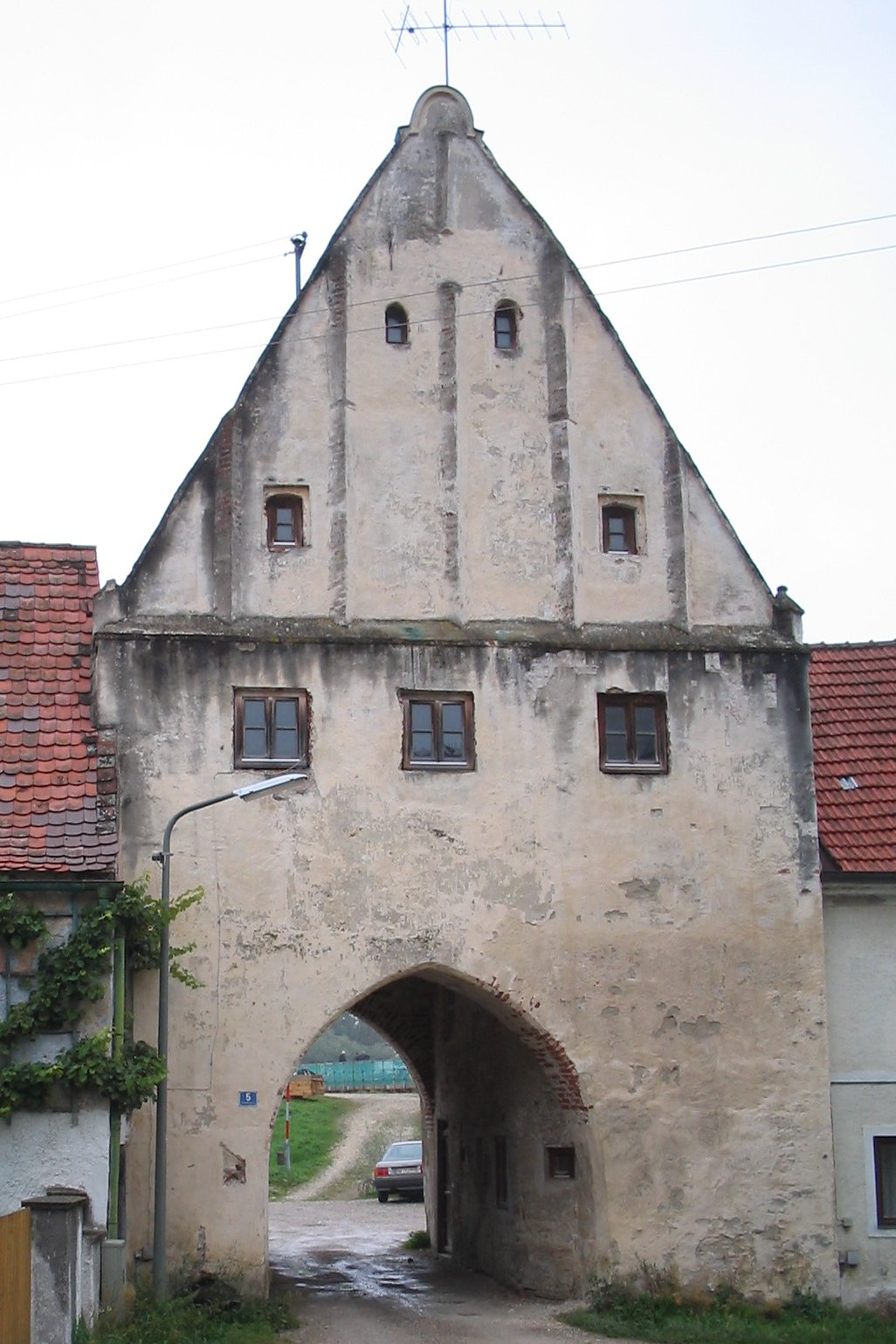
Auertor
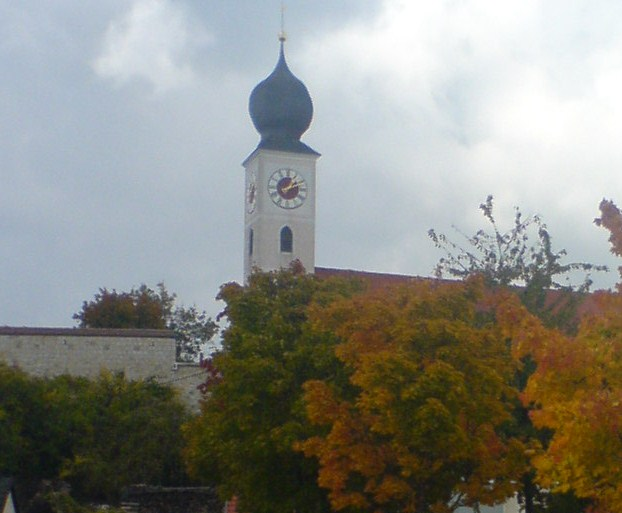
St. Peter in Vohburg
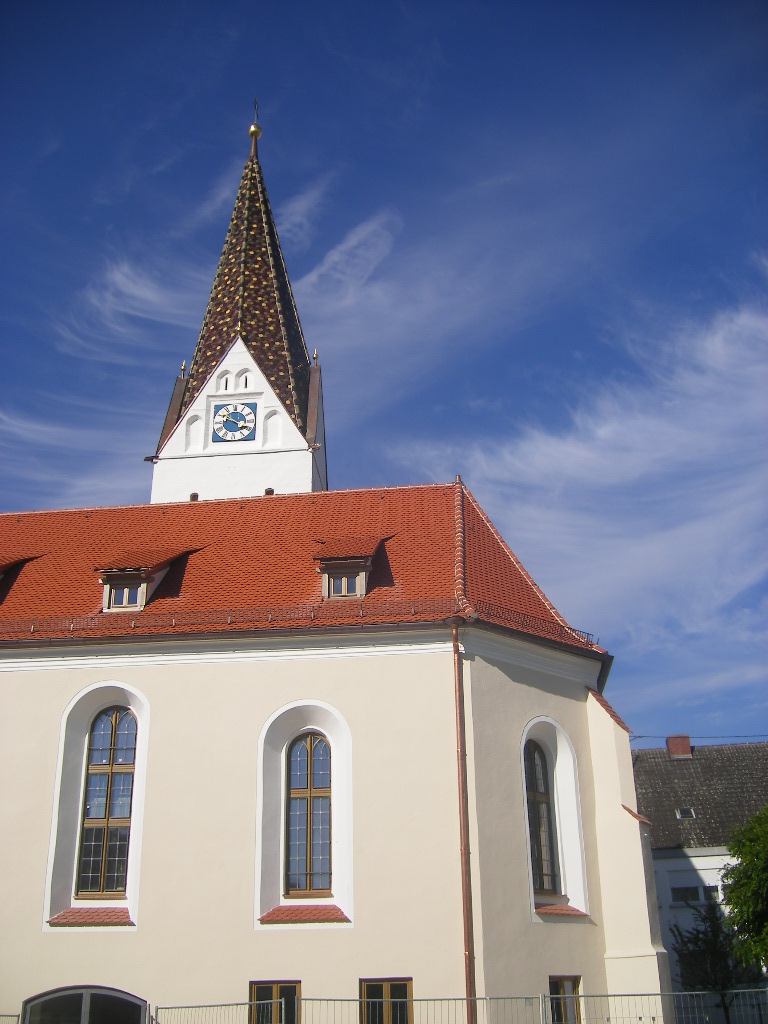
het Rathaus (vroeger Pfarrkirche Sankt Andreas)
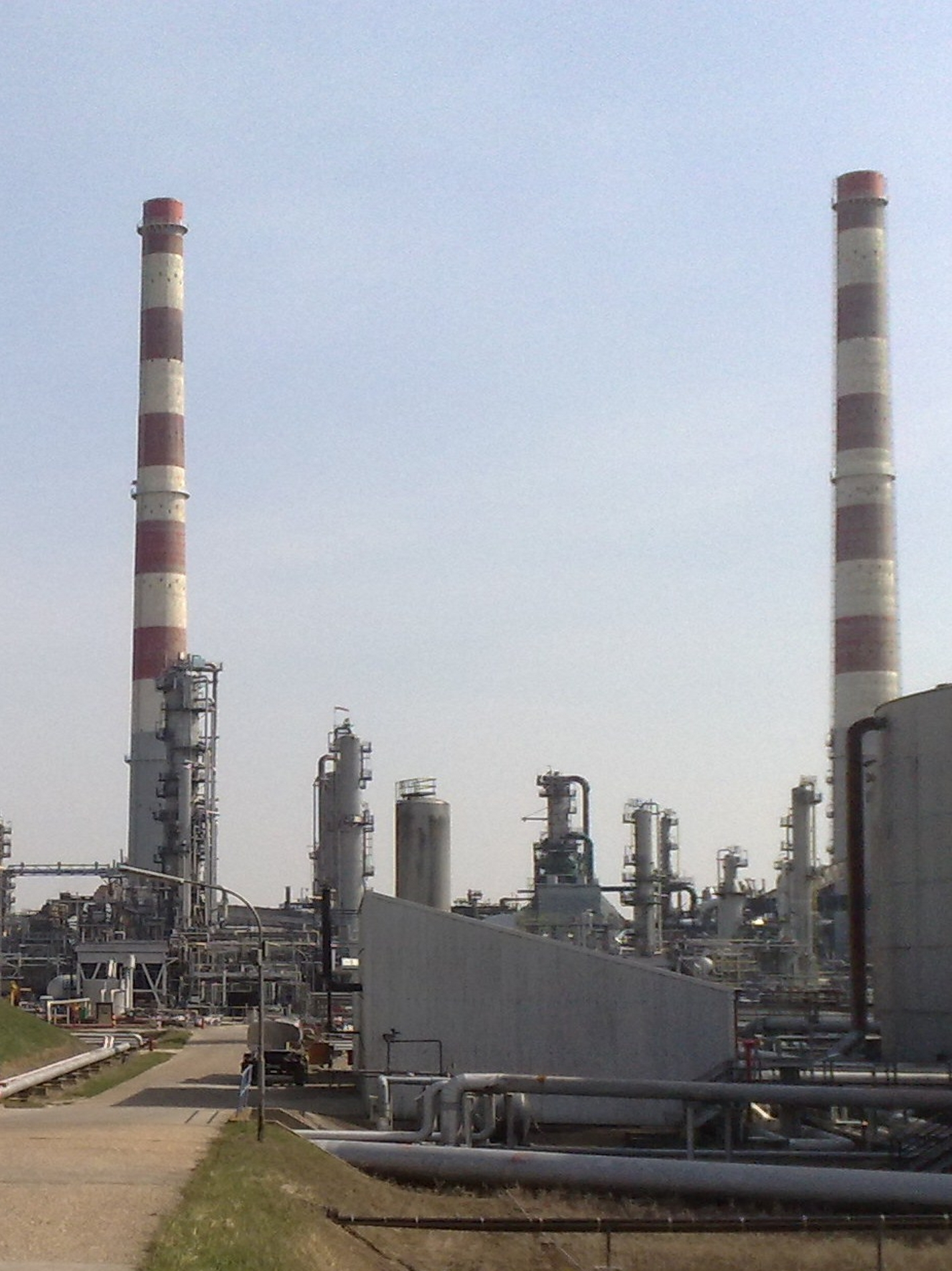
Raffinaderij Bayernoil

Baar-Ebenhausen · Ernsgaden · Geisenfeld · Gerolsbach · Hettenshausen · Hohenwart · Ilmmünster · Jetzendorf · Manching · Münchsmünster · Pfaffenhofen a.d.Ilm · Pörnbach · Reichertshausen · Reichertshofen · Rohrbach a.d. Ilm · Scheyern · Schweitenkirchen · Vohburg a.d.Donau · Wolnzach